# 33487 Jeanpierrerivet
33487 Jeanpierrerivet este o planetă minoră (asteroid), cu un diametru de 2,639 km, din centura de asteroizi. A fost descoperită pe 10 aprilie 1999 la Stația Anderson Mesa de Lowell Observatory Near-Earth-Object Search. 
Obiectul prezintă o orbită caracterizată de o semiaxă mare de 2,2663574 UAi, o excentricitate de 0,09, o înclinație de 4,91962 ° în raport cu ecliptica.